# Gentle Julia
Gentle Julia é um filme norte-americano do gênero drama de 1936 dirigido por John G. Blystone e estrelado por Jane Withers, Tom Brown e Marsha Hunt. É uma adaptação do romance de 1922, Gentle Julia escrito por Booth Tarkington.

## Elenco
- Jane Withers como Florence Atwater
- Tom Brown como Noble Dill
- Marsha Hunt como Julia Atwater
- Jackie Searl como Herbert Livingston Atwater
- Francis Ford como Tubbs, Fish Peddler
- George Meeker como Crum
- Maurice Murphy como Newland Sanders
- Harry Holman como Grandpa Atwater
- Myra Marsh como Mrs. Atwater
- Hattie McDaniel como Kitty Silvers
- Jackie Hughes como Henry Rooter
- Eddie Buzard como Wallie Torbin
- Frank Sully como Mr. Toms
- Mary Alden como Aunt
- Lynn Bari como Jovem fora da igreja / Garota ciumenta no baile
- Mary Carr como a Senhora no baile
- Harvey Clark
- John Dilson
- Grace Goodall
- Roger Gray
- Arthur Hoyt como Mr. Wainwright - Justiça de Paz
- Marcia Mae Jones como Patty Fairchild
- Jane Keckley
- Frederick Lee
- Tom Ricketts
- Cyril Ring
- Edwin Stanley como Mr. Atwater
- Paul Stanton como Ministro
- Landers Stevens
- Maidel Turner
- Hilda Vaughn
- Lois Verner
- Niles Welch
- Florence Wix como Tia Fannie